# Saint-Siméon (Seine-et-Marne)
Saint-Siméon ist eine französische Gemeinde mit 895 Einwohnern (Stand: 1. Januar 2022) im Département Seine-et-Marne in der Region Île-de-France. Sie gehört zum  Arrondissement Provins und zum Kanton Coulommiers. Die Einwohner werden Saint-Siméonais(es) genannt.

## Geographie
Die Gemeinde Saint-Siméon liegt etwa neun Kilometer nordwestlich von La Ferté-Gaucher, etwa elf Kilometer östlich von Coulommiers, etwa 54 Kilometer nordöstlich von Melun und 85 Kilometer östlich von Paris am Fluss Grand Morin und seinem kleinen Nebenfluss Ru de Piétrée.

## Bevölkerungsentwicklung
| Jahr      | 1946 | 1954 | 1962 | 1968 | 1975 | 1982 | 1990 | 1999 | 2006 | 2008 | 2016 |
| Einwohner | 574  | 606  | 615  | 563  | 519  | 547  | 691  | 737  | 823  | 848  | 899  |

## Sehenswürdigkeiten
- Brunnen Saint-Siméon aus dem 19. Jahrhundert
- Bürgermeisteramt und Schule aus dem 19. Jahrhundert
- Pfarrkirche St. Simeon aus dem 19. Jahrhundert (Monument historique)